# Division Pomerania
La Division Pomerania (anche Division Pommerland) venne costituita nel febbraio 1945, a partire dalla Division Köslin (formata un mese prima). Prese parte ad alcuni combattimenti sui fronti occidentale ed orientale, venendo completamente distrutta nel marzo 1945.

## Storia
La nascita della Division Pomerania può essere fatta risalire al 20 gennaio 1945, quando, sotto il comando del colonnello Sommer, fu istituita la Division Köslin. I soldati per la nuova unità furono reperiti presso un battaglione di addestramento del genio militare, oltre che dalla scuola delle Waffen-SS di Lauenburg. Questa nuova unità venne inquadrata nella XI. Armee sul fronte occidentale.
Nel febbraio dello stesso anno, l'unità ricevette il nome di Division Pomerania. I suoi reggimenti erano composti da componenti del Volkssturm, della Kriegsmarine, da personale di terra della Luftwaffe e da tecnici. Comunque, era completamente sprovvista di armi pesanti, ed alcune sue unità (a livello di battaglione e reggimento) non avevano neppure un comandante.
Il problema venne fatto presente ad Hitler dal generale Raus, che comandava la 3. Panzerarmee. Questi sosteneva in pratica che la Pomerania non era in grado di combattere.
La divisione venne schierata nella Germania settentrionale, e fu completamente distrutta nel marzo 1945.

## Ordine di battaglia
Division Köslin
- Karnkewitz Regiment
- Jatzinhen Regiment

Division Pomerania
- 1. Pomerania Regiment
- 2. Pomerania Regiment
- 3. Pomerania Regiment